# Deva Premal
Deva Premal (Núremberg, Alemania; 1970) es una cantante conocida por su música New Age meditativa espiritual, que introduce antiguos mantras en una atmósfera actual.[cita requerida]
Deva es compañera en la vida y en la música de Miten, con quien se encontró en el Osho Ashram de Pune (India) en 1990. Juntos componen música y ofrecen conciertos por el mundo entero.
Deva recibió formación musical clásica pero creció cantando mantras en su hogar alemán, hogar impregnado de espiritualidad oriental. Sus álbumes han encabezado las listas de New Age en todo el mundo desde el lanzamiento deThe Essence, con el Gayatri Mantra. Su sello discográfico, Prabhu Music, ha vendido más de 900.000 copias
En una entrevista con Sam Slovik, del Los Angeles Yoga Magazine, Deva habló sobre el gran efecto que causa en muchos oyentes cuando canta mantras en sánscrito.
Con frecuencia, las canciones de Deva han sido utilizadas por otros artistas como Cher, que versionó el  Gayatri Mantra en su Farewell Tour, la bailarina rusa Diana Vishneva, o el actor y director Edward James Olmos, entre otros.
Deva y Miten actuaron para el Dalái lama durante la conferencia de 2002 en Múnich (Alemania) por la "Unidad en la dualidad", que reunió a figuras importantes de la comunidad científica junto con  miembros de la comunidad budista. 
El álbum, Tibetan Mantras For Turbulent Times, fue grabado con los monjes Gyuto del Tíbet con objeto de apoyar la práctica de la meditación y contiene ocho mantras cantados 108 veces cada uno. Se trata de un CD benéfico cuyas ganancias irán a parar a la Orden Gyuto en Dharamsala (India) el Proyecto Phowa y Veggiyana.

## Discografía
- The Essence (1998)
- Love Is Space (2000)
- Embrace (2002)
- Satsang (con Miten) (2002)
- Dakshina (2005)
- Moola Mantra (2007)
- Into Silence (2008) (compilation)
- In Concert: The Yoga of Sacred Song and Chant (con Miten & Manose) (2009) (CD/DVD)
- Mantras For Precarious Times (2009)
- Tibetan Mantras For Turbulent Times (2010)
- Password (2011)
- 21-Day Mantra Meditation Journey (with Miten) (2013)
- A Deeper Light (with Miten and Manose) (2013)
- Mantra Love (with Miten) (2013)